# Jánovce (powiat Poprad)
Jánovce (niem. Johannsdorf, węg. Szepesjánosfalva) – wieś (obec) na Słowacji położona w kraju preszowskim, w okręgu Poprad. 
Jánovce dzielą się na dwie części, Čenčice i Machalovce. Pierwsze wzmianki o miejscowości pochodzą z roku 1312. 
Według danych z dnia 31 grudnia 2010, wieś zamieszkiwały 1332 osoby, w tym 652 kobiety i 680 mężczyzn.
W 2001 roku rozkład populacji względem narodowości i przynależności etnicznej oraz religijnej wyglądał następująco:
- Słowacy – 91,13%
- Romowie – 6,36%
- Czesi – 0,18%
- Polacy – 0,09%
- Węgrzy – 0,09%

- katolicy – 97,58%
- grekokatolicy – 1,16%
- ewangelicy – 0,27%
- niewierzący – 0,99%

W grudniu 2008 roku oddano do użytku przebiegający przez wieś odcinek autostrady D1 do Popradu.